# John Meade Falkner
John Meade Falkner (ur. 8 maja 1858 w Manningford Bruce, zm. 22 lipca 1932 w Durham) – angielski pisarz i poeta, a także paleograf i biznesmen. Najbardziej znany ze swej powieści dla dzieci i młodzieży Moonfleet, kilkukrotnie zekranizowanej, a w Polsce znanej pod tytułem Diament Mohuna.

## Dzieła

### Literatura piękna
- The Lost Stradivarius (1895)
- Moonfleet (1898)
- The Nebuly Coat (1903)

### Literatura faktu
- Handbook for Travellers in Oxfordshire (1894)
- A History of Oxfordshire (1899)
- Handbook for Berkshire (1902)
- Bath in History and Social Tradition (1918)